# Kvalitet
|  | Wiktionary har en ordboksartikel om kvalitet. |

Kvalitet avser värdet av egenskaper som objekt, subjekt eller aktiviteter har. Begreppet kan åsyfta det inre värdet av en materiell produkt (exempelvis råvaror, konstruktion, produktionsprocess), en tjänst eller verksamhet (utbildning, forskning, behandling), ett verk (tidningsartikel, konstverk, musikinspelning, fotografi), eller en person eller grupp (chefer, konstnärer, studenter). Att eftersträva hög kvalitet sätts ofta i motsats till hög kvantitet, det vill säga ett stort antal objekt eller subjekt som berörs av en aktivitet. Begreppet är besläktat med klass, rang, kvalificerad. Kvalitet kan utvärderas, mätas och systematiskt förbättras genom kvalitetssäkring, kvalitetsarbete eller kvalitetsteknik.

## Mått på kvalitet
Som mått på kvalitet brukar man tala om så kallade kvalitetsdimensioner. Kvalitetsdimensionerna varierar en aning beroende på produkt och de kan också vara nedbrutna på olika nivåer.
Kvalitet är alltid mätbart. Parametrar som inte kan mätas utgör inget underlag för kvalitetsarbete. 
Det vanligaste inom kvalitetsmätning är att utvärdera kunders upplevelse av en tjänst eller deras värdering av en produkt. 

### Exempel på kvalitetsdimensioner för varor
- Pålitlighet
- Driftsäkerhet; hur många fel det blir vid användningen, och hur allvarliga felen är
- Prestanda, exempelvis: hastighet, effekt och livslängd
- Säkerhet; Att varan inte skadar användaren, andra eller andra saker
- Lämplighet för användningsområdet.
- Servicevänlighet/underhållsbehov; Lättheten att upptäcka och åtgärda fel
- Uppfyllelse av avtal (leverans i tid, snabb reparation etc).
- Miljöpåverkan; Inverkan på miljön både vid hela livscykeln, tillverkning, användning och avveckling - från vaggan till graven.
- Skillnader (för- och nackdelar) gentemot konkurrerande produkter.
- Kostnad (både inköp, drift och avveckling).
- Utseende.

### Exempel på kvalitetsdimensioner för tjänster
- Pålitlighet; Att det som lovats utförs
- Trovärdighet; Att man kan lita på den som tillhandahåller tjänsten
- Tillgänglighet; Hur lätt det är att komma i kontakt med leverantören
- Kommunikationsförmåga; Hur leverantören kommunicerar med kunden
- Tjänstvillighet;
- Artighet.
- Inlevelseförmåga.
- Omgivning.

## Kvalitetsteknik
Kvalitetsteknik är en samlingsbeteckning på de verktyg, metoder och teorier som handlar om hur varu- och tjänsteproducerande organisationer skall kunna nå en hög kvalitet på sina produkter och processer.